# Kang Ju-hyok
Kang Ju-hyok (31 maggio 1997) è un calciatore nordcoreano, portiere dell'Hwaebul e della Nazionale nordcoreana.

## Carriera

### Club
Ha giocato nella prima divisione nordcoreana.

### Nazionale
Con la nazionale nordcoreana ha preso parte alla Coppa d'Asia 2019.

## Statistiche

### Cronologia presenze e reti in nazionale
| Cronologia completa delle presenze e delle reti in nazionale ― Corea del Nord | Cronologia completa delle presenze e delle reti in nazionale ― Corea del Nord | Cronologia completa delle presenze e delle reti in nazionale ― Corea del Nord | Cronologia completa delle presenze e delle reti in nazionale ― Corea del Nord | Cronologia completa delle presenze e delle reti in nazionale ― Corea del Nord | Cronologia completa delle presenze e delle reti in nazionale ― Corea del Nord | Cronologia completa delle presenze e delle reti in nazionale ― Corea del Nord | Cronologia completa delle presenze e delle reti in nazionale ― Corea del Nord |
| Data                                                                          | Città                                                                         | In casa                                                                       | Risultato                                                                     | Ospiti                                                                        | Competizione                                                                  | Reti                                                                          | Note                                                                          |
| ----------------------------------------------------------------------------- | ----------------------------------------------------------------------------- | ----------------------------------------------------------------------------- | ----------------------------------------------------------------------------- | ----------------------------------------------------------------------------- | ----------------------------------------------------------------------------- | ----------------------------------------------------------------------------- | ----------------------------------------------------------------------------- |
| 6-6-2024                                                                      | Vientiane                                                                     | Corea del Nord                                                                | 1 – 0                                                                         | Siria                                                                         | Qual. Mondiali 2026                                                           | -                                                                             |                                                                               |
| 11-6-2024                                                                     | Vientiane                                                                     | Corea del Nord                                                                | 4 – 1                                                                         | Birmania                                                                      | Qual. Mondiali 2026                                                           | -1                                                                            | 90+’                                                                          |
| 10-9-2024                                                                     | Vientiane                                                                     | Corea del Nord                                                                | 2 – 2                                                                         | Qatar                                                                         | Qual. Mondiali 2026                                                           | -2                                                                            | 82’                                                                           |
| 15-10-2024                                                                    | Biškek                                                                        | Kirghizistan                                                                  | 1 – 0                                                                         | Corea del Nord                                                                | Qual. Mondiali 2026                                                           | -1                                                                            |                                                                               |
| 25-3-2025                                                                     | Riyad                                                                         | Corea del Nord                                                                | 1 – 2                                                                         | Emirati Arabi Uniti                                                           | Qual. Mondiali 2026                                                           | -2                                                                            | cap.                                                                          |
| 5-6-2025                                                                      | Riyad                                                                         | Corea del Nord                                                                | 2 – 2                                                                         | Kirghizistan                                                                  | Qual. Mondiali 2026                                                           | -2                                                                            |                                                                               |
| 10-6-2025                                                                     | Mashhad                                                                       | Iran                                                                          | 3 – 0                                                                         | Corea del Nord                                                                | Qual. Mondiali 2026                                                           | -3                                                                            |                                                                               |
| Totale                                                                        |                                                                               | Presenze                                                                      | 7                                                                             |                                                                               | Reti                                                                          | -11                                                                           |                                                                               |